# Sidi M'Hamed Ou Marzouq
Sidi M'Hamed Ou Marzouq (àrab سيدي امحمد اومرزوق) és una comuna rural de la província d'Essaouira de la regió de Marràqueix-Safi. Segons el cens de 2014 tenia una població total de 5.341 persones.